# Családi portré (Voyager)

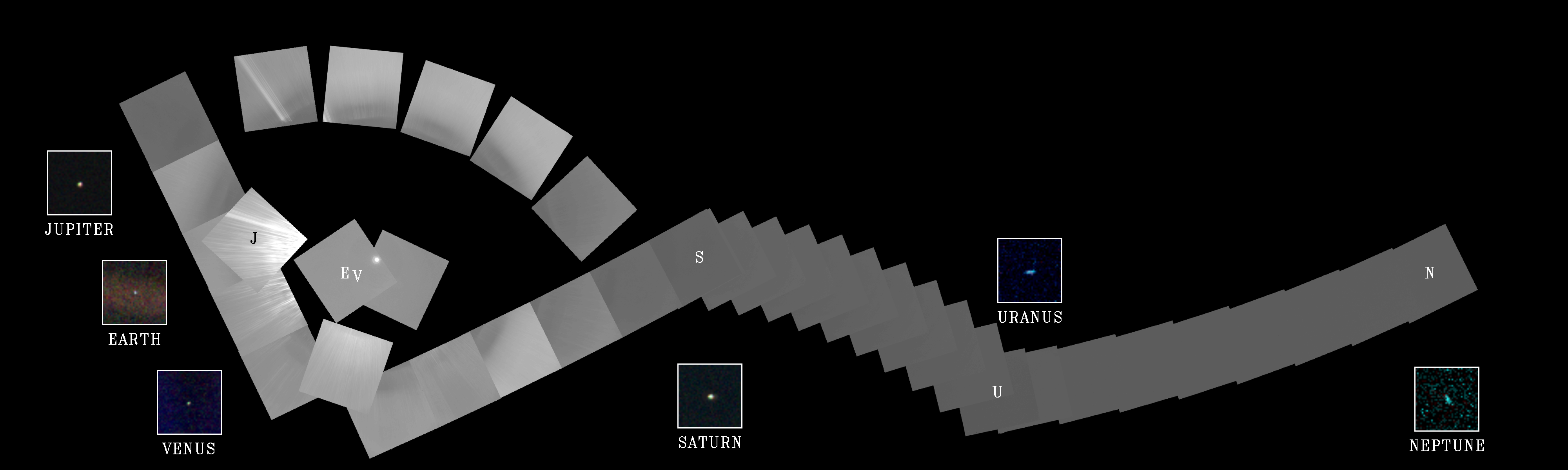
A Családi portré

A Családi portré (vagy Bolygóportré) a Voyager–1 által 1990. február 14-én elkészített fénykép a Naprendszerről, 6 milliárd kilométerre a Földtől. Több különböző képből állították össze, amin a hat bolygó és egy részleges háttér szerepel, relatív elhelyezkedésüket mutatva. A fénykép összesen 60 képből lett összerakva, amik a két Voyager utolsó képei voltak életük során (telemetriájuk még 2023-ban is működött). Ezzel a képpel egyidőben készült el a Halványkék pötty is, amiknek elkészüléséért Carl Sagan évekig kampányolt.

## A fénykép
A mozaik felvételen hat bolygó látható (balról jobbra): a Jupiter, Föld, Vénusz, az Uránusz és a Neptunusz. A Nap is fellelhető a háttérben. Három égitest, ami akkor bolygóként volt besorolva, nem szerepel a képen, a Merkúr túl közel volt a Naphoz, ahhoz, hogy észlelhető legyen, a Mars, egy nagyon vékony csík kivételével, nem volt látható a Voyager kamerák szemszögéből, míg a Pluto (ami akkor még bolygónak számított) túl kicsi, túl halvány és túl közel volt a Naphoz ahhoz, hogy a felvételen szerepelhessen. A Mars feltűnhetett volna egy fekete-fehér felvételen, de a Voyager a felvételekhez színes filtert használt. Mire a szonda irányítói erre rájöttek, már túl késő volt a fényképezés folyamatának módosítására.
A felvétel egyértelműen nem tűnik egy fényképnek, a képeket különböző filterek és megvilágítási beállítások használatával készítették el, hogy mindben annyi részletet lehessen látni, amennyit csak lehet. Például a Nap fényképe a legsötétebb filterrel és a legrövidebb expozíciós beállítással született, azért, hogy az Imaging Science Systemet ne károsítsák. A fényképek nagy része szürkeárnyalatos, a nagylátószögű kamerákkal készült el, míg a bolygókról készült fényképeket a színes, szűklátószögű kamera készítette.
A fénykép a Földtől nagyjából 40,11 CsE-re (6 milliárd kilométerre) készült. A két Voyager közül a Voyager–1-re esett a döntés a mozaik készítéséről, mivel útja a Nap síkja fölé vitte és képes volt a Nap fényszennyezésr nélkül fényképezni a Jupitert. 2013-ban elkészült egy ellentétes kép a Voyager–1-ről, rádióteleszkópok segítségével. a Voyager–1 nem látható látható fényben, de rádióhulláma sokkal fényesebb, mint a körülötte természetesen látható égitestek, így megfigyelhető.